# Michael Melvill

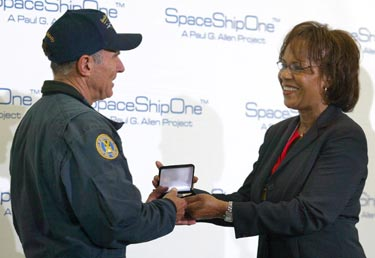
Mike Melvill bei der Überreichung des Astronautenabzeichens

Michael Winston Melvill, genannt Mike Melvill (* 30. November 1940 in Johannesburg, Südafrika), ist ein amerikanischer Unternehmer und der erste Astronaut, der als Pilot mit einem rein privat finanzierten Raumschiff mittels suborbitalem Flug den Weltraum erreichte.
Melvills Eltern zogen während seiner Kindheit nach Kloof um. Dort besuchte er die Highbury Preparatory School in Hillcrest und das Hilton College in Hilton, außerhalb von Pietermaritzburg.
Melvill verließ in der 11. Klasse die Schule, um seiner Jugendliebe Sally Smythe nach Europa zu folgen, die dort auf Wunsch ihres Vaters die Schule beenden sollte. Die beiden heirateten in Schottland und siedelten von dort in die USA über.
Er lebt mit seiner Frau Sally seit 1978 in Tehachapi (Kalifornien) und ist inzwischen US-Staatsbürger. Das Paar hat einen verheirateten Sohn, der selbst vier Kinder hat.

## Sein Wirken als Testpilot

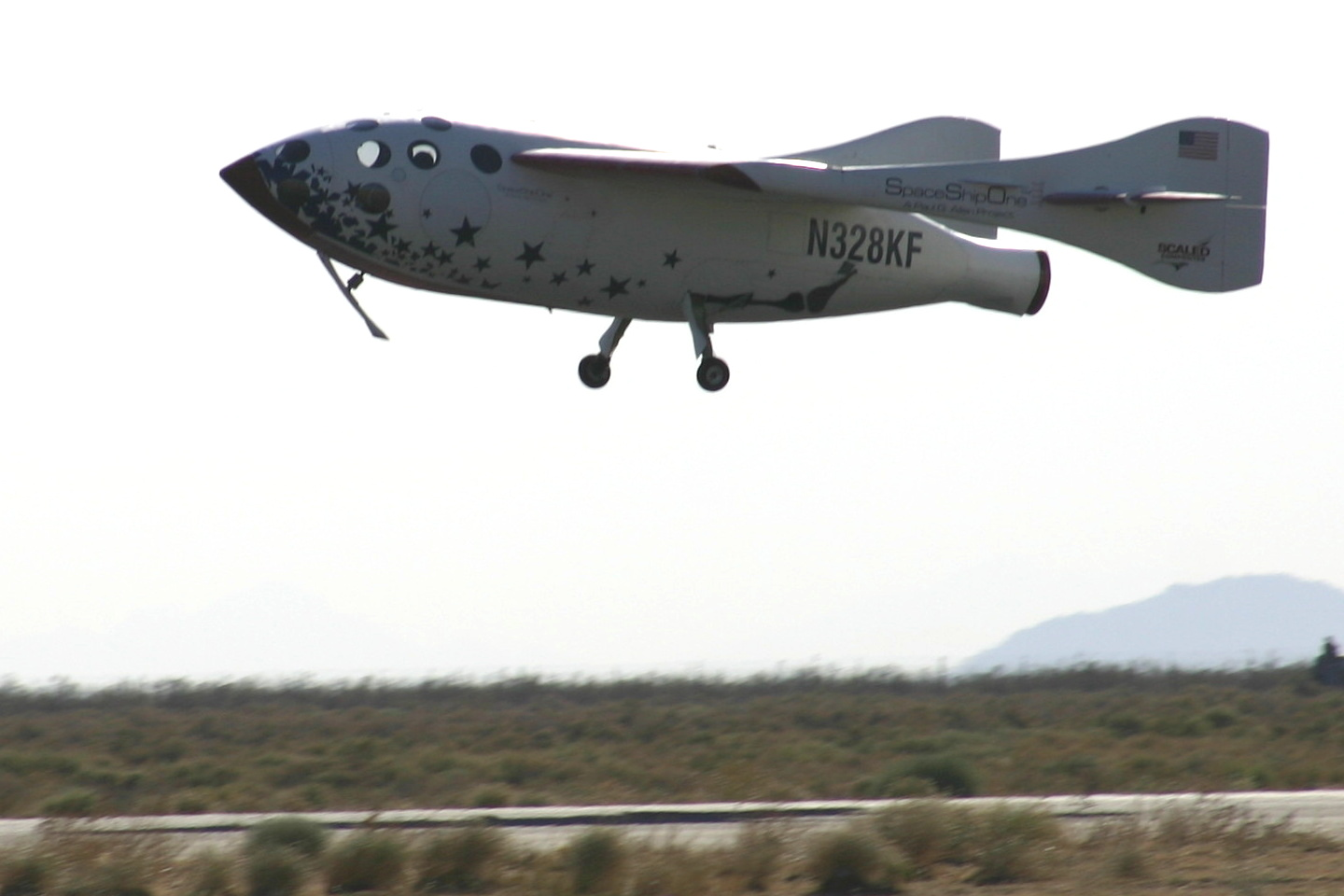
Landung der SS1 mit Melvill am Steuer nach seinem ersten Raumflug

Melvill startete am 21. Juni 2004 mit dem Raumschiff SpaceShipOne vom Mojave Air & Space Port in Kalifornien zu einem ballistischen Flug, der ihn bis auf über 100 Kilometer Höhe brachte, und landete kurze Zeit später wieder wohlbehalten auf der Erde. Schon im Mai 2004 stellte er als ziviler Pilot einen Rekord auf, in dem er eine Höhe von 64 Kilometern erreichte.
Zwei Stunden nach seiner Landung wurde Melvill mit dem Astronautenabzeichen ausgezeichnet. Er ist damit der erste zivile Mensch seit einem X-15 Flug in den 1960er Jahren, der dieses für einen Flug mit einem Flugzeug erhielt.
Zum Zeitpunkt des Fluges hatte der Testpilot eine 24-jährige Flugerfahrung und über 6.460 Flugstunden absolviert. Außerdem ist er Vizepräsident der Firma Scaled Composites, des Unternehmens, welches das Raumschiff gebaut hat.
Melvill ist assoziiertes Mitglied der Vereinigung der experimentellen Testpiloten. Im Jahr 1999 erhielt er den Iven C. Kincheloe Award, eine Auszeichnung für seine Höhen-Testflüge zur Entwicklung des Flugzeugs mit der Bezeichnung 281 Proteus. 
Für die Erprobung der SpaceShipOne wurde er mit seinen Kollegen Peter Siebold und Brian Binnie 2004 zum zweiten Mal mit dem Iven C. Kincheloe Award für herausragende Leistungen bei der Flugerprobung ausgezeichnet.
Er baute auch sein eigenes Langstreckenflugzeug, mit dem er zusammen mit Dick Rutan 1997 rund um die Welt flog. Er ist der einzige Pilot, der neben Dick Rutan und Jeana Yeager das berühmte Flugzeug Voyager steuerte.